# Stadtkanonen (Freetown)
Die drei Stadtkanonen von Freetown (englisch Old city boundary guns) sind ein Nationaldenkmal des westafrikanischen Staates Sierra Leone. Sie befinden sich an den ehemaligen Stadtgrenzen der Hauptstadt Freetown.
Die Kanonen wurden 1953 von der Denkmalkommission ausgegraben und renoviert sowie im gleichen Jahr als Nationaldenkmal anerkannt. Zur besseren Sichtbarkeit wurde einer der Kanonen senkrecht auf einem Sockel befestigt.

## Beschreibung

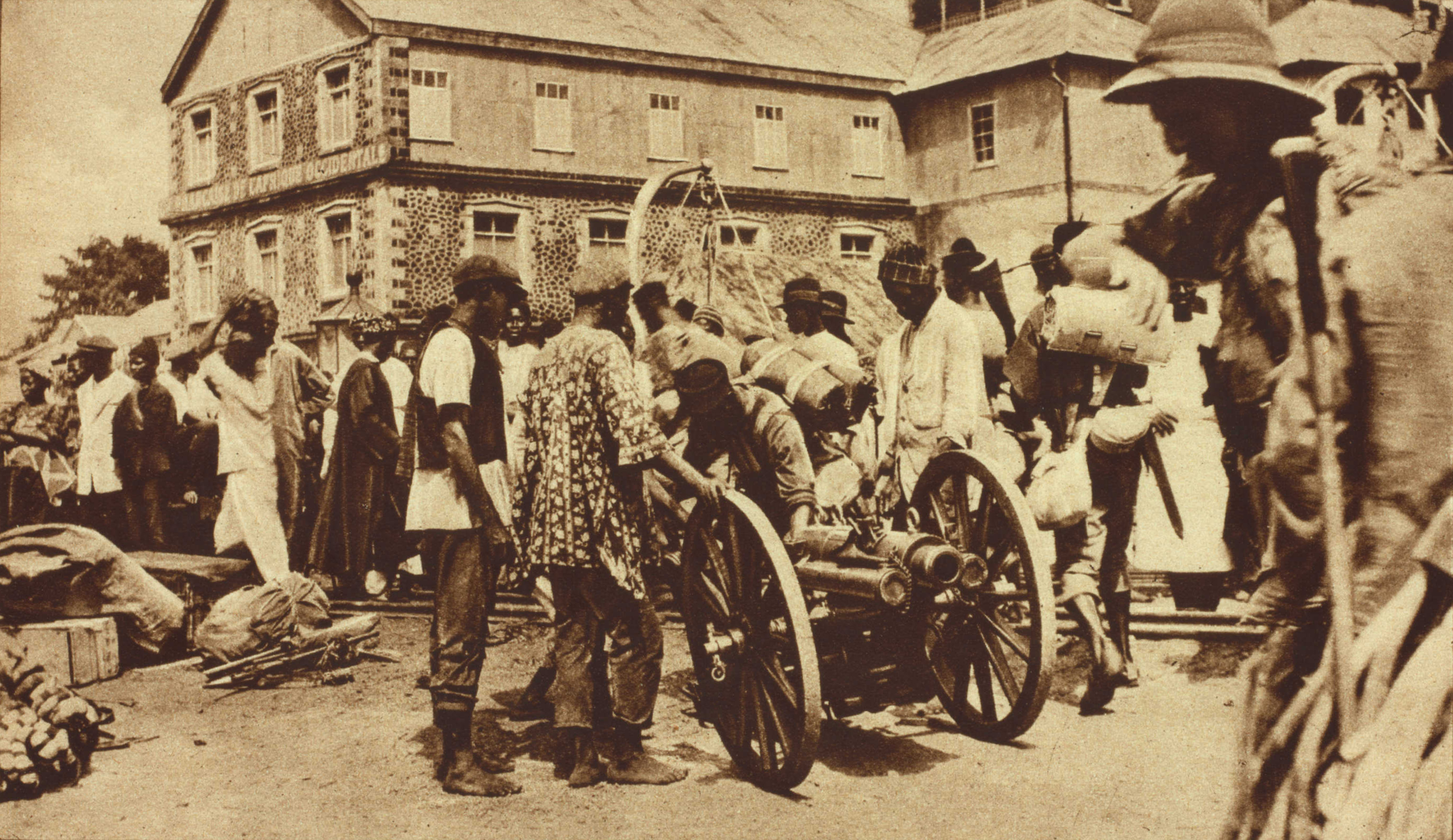
Spätere Kanonen in Freetown circa 1914–1916

Die älteste der drei Kanonen befindet sich an der Kreuzung der Straßen Kissy, Russ und Blackhall (8° 29′ 0″ N, 13° 12′ 46,1″ W). Sie wurde 1800 aufgestellt und bildete die Ostgrenze von Freetown um 1801. Die Kissy-Kanone ist die einzige heute noch sichtbare Kanone. Ihr verdankt dieser Teil der Stadt den Namen „Up Gun“.
Die zweite Kanone befindet sich an der Ecke der Straßen Leicester und Mountain. Sie markierte die erste Meile von Freetown.
Die dritte Kanone, die ebenfalls nicht sichtbar ist, befindet sich an der Ecke Pademba- und Jomo-Kenyatta-Straße (8° 28′ 22,9″ N, 13° 14′ 12,1″ W).